# Loxopholis rugiceps
Loxopholis rugiceps — вид ящірок родини гімнофтальмових (Gymnophthalmidae). Мешкає в Колумбії і Панамі.

## Поширення і екологія
Loxopholis rugiceps мешкають у Колумбії (на північ і схід від Анд, на захід від Магдалени), а також у Панамі. Вони живуть у вологих і сухих тропічних лісах, на узліссях і в садах, на висоті до 1190 м над рівнем моря.